# 제밍가
제밍가(SN 437)은 쌍둥이자리에 위치한 초신성 잔해이다.

## 영향
한 때 제밍가의 초신성 폭발이 국부 거품의 형성에 영향을 끼쳤다고 여겨졌지만 현재는 플레이아데스 운동 성협의 B1 하위의 초신성 폭발이 영향을 끼친 것으로 여겨진다.